# Алексіс Сото (футболіст)
Алексіс Сото (ісп. Alexis Soto, нар. 20 жовтня 1993, Авельянеда) — аргентинський футболіст, захисник клубу «Банфілд».
Виступав, зокрема, за олімпійську збірну Аргентини.

## Клубна кар'єра
У дорослому футболі дебютував 2015 року виступами за команду клубу «Банфілд», кольори якої захищає й донині.

## Виступи за збірну
2016 року захищав кольори олімпійської збірної Аргентини. У складі цієї команди провів 3 матчі. У складі збірної — учасник футбольного турніру на Олімпійських іграх 2016 року у Ріо-де-Жанейро.

## Титули і досягнення
- Чемпіон Аргентини (1):

«Расінг» (Авельянеда): 2018–2019